# قوة عدم التماس

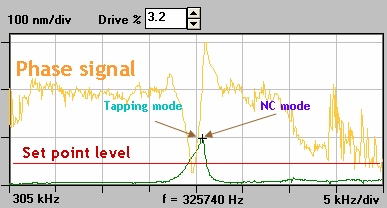

قوة عدم التماس هي قوة يطبقها جسم على آخر بدون وجود تماس بينهما. الجاذبية هي المثال الأكثر شعبية لقوة عدم التماس. في المقابل قوة التماس هي القوة التي يطبقها جسم على آخر بوجود تماس مباشر بينهما. تجدر الإشارة إلى أن أصل كل قوى التماس (كالاحتكاك على سبيل المثال) يمكن أن يعزى إلى قوى عدم التماس.
جميع القوى الأساسية الأربعة هي قوى عدم تماس وتشمل:
- الجاذبية: قوة عدم تماس بي جسمين، والمتعلقة بمفهوم الكتلة، القوة المطبقة بين الجسمين خلال الوزن متناسبة طرداً مع كتلة الجسمين وعكساً مع مربع البعد بينهما. اتجاه قوة الجاذبية هو من الجسم المطبقة عليه إلى الجسم المطبق للقوة. وزن الجسم البشري هو قوة عدم تماس تمارسه الأرض على كتلته.
- الكهرومغناطيسية: هي القوة التي تسبب التفاعل بين الجزيئات المشحونة كهربائياً. مجال تأثير هذه القوة يدعى بالحقل الكهرومغناطيسي. الأمثلة على هذه القوة تتضمن: الكهرباء، المغناطيسية، موجات الراديو، الموجات الصغرية، الأشعة تحت الحمراء، الضوء المرئي، الأشعة السينية، وأشعة غاما.
- القوة النووية القوية: على نحو مخالف للجاذبية والكهرومغناطيسية، فإن القوى النووية القوية ذات مدى قصير وتحدث بين الجزيئات الأساسية داخل النواة تؤثر بشكل مستقل ومتساوي بين البروتون والبروتون، النيترون والنيترون، وبين البروتون والنيترون. تعد القوة النووية القوية أقوى قوى الطبيعة بالرغم من صغر مدى التأثير (تؤثر فقط على مسافات من رتبة 10−15 متر).
- القوة النووية الضعيفة: تظهر القوى النووية الضعيفة في عمليات نووية محددة كاضمحلال بيتا من الأنوية، حيث تشع الأنوية في هذه الحالة جزيئ بيتا وجزيئ غير مشحون يدعى نيوترينو. تشكل كل من القوة النووية القوية والضعيفة جزء هام من ميكانيكا الكم.